# Franklin Herrera
Franklin Juan Herrera Gómez (* 14. April 1988 in Oruro) ist ein bolivianischer Fußballspieler, der zwischen 2010 und 2011 für den Club San José spielte.